# 牛心番荔枝
牛心番荔枝（學名：Annona reticulata）又叫牛心果、牛心梨，是番荔枝科番荔枝属的植物。分布在亞洲、美洲、臺灣以及中国大陸的雲南、廣東、福建、廣西等地，目前已由人工引種養培。 果皮光滑淡綠色，成熟後顏色呈鲜紅色，果肉香甜。果樹高大約達三層樓建築高度，產季整顆樹上果實累累。
其种加词“reticuluma”意为“网纹的”。

## 別名

牛心果原産地

牛心果（经济植物手册）
- 牛心果果实
- 果实的断面